# Radoslav de Dioclée
Radoslav (serbe cyrillique Радослав) (floruit 1142-1148/1149), issu de la dynastie des Vojislavljević, fut prince de Duklja d'environ 1146 à environ 1148/1149.

## Origine
Comme fils aîné, il succède à son père Gradinja sur le trône de Duklja vers 1146. Il est intronisé par Manuel Ier Comnène lors d'une visite à Constantinople, au cours de laquelle il rend hommage à l'empereur. Contrairement à son père qui n'avait été qu'un roi titulaire, Radoslav porte le titre de « prince » (knez). Le règne de Radoslav commence à l'époque où les Serbes de Raška de la dynastie Vukanović affirment leur ambition de contrôler la Duklja,.

## Règne
Vers 1148, la situation politique dans les Balkans se caractérise par l'opposition de deux parties : l'un constitué par l'alliance entre l'Empire byzantin et la république de Venise, et l'autre entre les Normands du sud de l'Italie et le royaume de Hongrie.
Les Normands craignent que le champ de bataille se déplace des Balkans vers les régions qu'ils contrôlent en Italie. Manuel s'allie également avec les Allemands du Saint-Empire, après avoir défait les Coumans en 1148. Les Serbes, Hongrois et Normands échangent des émissaires, le but des Normands étant de contrecarrer les plans de Manuel de recouvrer le sud de l'Italie. 
Les Serbes, menés par les frères Uroš II Primslav et Desa, se révoltent contre les Byzantins, lorsque Manuel se trouve à Avlona en train de préparer une offensive de l'autre côté de la mer Adriatique. Cette révolte met en danger l'empereur en cas d'attaque contre l'Italie, car les Serbes peuvent s'emparer de ses bases sur l'Adriatique. 
Les Serbes mènent ensuite une offensive contre Radoslav, qui était un loyal vassal des Byzantins. Radoslav est repoussé dans la région sud-ouest de la Duklja, vers Kotor, et ne conserve sous son autorité que la région côtière, avec ses frères qui contrôlent l'arrière-pays de Duklja et de Trebinje – soit les deux tiers de la Duklja. Radoslav réclame l'aide de l'empereur, qui lui envoie des forces de Durazzo. À ce moment, la Chronique du prêtre de Dioclée se clôt, vraisemblablement parce que l'auteur du texte meurt. Un conflit majeur commence dans les Balkans : Uroš II et Desa, pour faire face à l'offensive des Byzantins, demandent l'appui de leur frère Beloš, le comte palatin de Hongrie. En 1150, les troupes hongroises jouent un rôle actif en Serbie. Le sort ultérieur de Radoslav est inconnu. Il est le père putatif de Mihailo III.

## Précisions
Du Cange (1610-1688) identifie Radoslav avec un certain Vakin. Son nom Radoslav est un nom slave. Dans l'historiographie, il est parfois identifié sous le patronyme de Gradinić (Радослав Градинић) c'est-à-dire « fils de Gradinja ».

## Sources
- (en) John Van Antwerp Fine Jr., The Early Medieval Balkans : A Critical Survey from the Sixth to the Late Twelfth Century, Ann Arbor, Michigan, University of Michigan Press, 1991 (lire en ligne)
- (sr) Драгана Кунчер, Gesta Regum Sclavorum, vol. 1, Београд-Никшић, Историјски институт, Манастир Острог,‎ 2009 (lire en ligne)
- (sr) Tibor Živković, Gesta Regum Sclavorum, vol. 2, Београд-Никшић, Историјски институт, Манастир Острог,‎ 2009 (lire en ligne)
- (en) Tibor Živković, Forging unity : The South Slavs between East and West 550-1150, Belgrade, The Institute of History, Čigoja štampa, 2008 (lire en ligne)
- (en) Florin Curta, Southeastern Europe in the Middle Ages 500-1250, Cambridge, Cambridge University Press, 2006 (ISBN 978-0-511-22278-8), p. 328-338 The Byzantine-Hungarian war and the rise of Serbia